# Joseph Bowie
Joseph Bowie (Saint Louis (Missouri), 17 oktober 1953) is een Amerikaanse jazz-trombonist, multi-instrumentalist en zanger. Hij is leider van de freefunk band Defunkt.
Bowie, een broer van de avant-garde-jazztrompettist Lester Bowie en saxofonist Byron Bowie, leerde piano en congas spelen, maar stapte later over op de trombone. Als jongen speelde hij onder meer met bluesmusici Albert King en Little Milton. Zijn muzikale loopbaan begon hij bij een muziekcollectief uit St.Louis, Black Artists Group, waarmee hij twee jaar in Parijs verbleef. Hij was lid van de Human Arts Ensemble, eveneens een collectief uit St.Louis, en werkte met verschillende groepen van no wave-saxofonist James Chance. Uit een van die groepen, James White and the Blacks, kwam rond 1978 de groep Defunkt voort. In de eerste helft van de jaren tachtig kampte Bowie met drugsproblemen en de groep was gedurende enkele jaren niet actief. Bowie ontdekte in die tijd het boeddhisme. Rond 1986 was hij weer terug in de muziek en kwam hij met een nieuwe Defunkt, die sindsdien niet meer is weggeweest. Naast zijn werk met Defunkt was hij actief bij verschillende andere musici en groepen, zoals de Ethnic Heritage Ensemble en de bigband van David Murray.
Bowie woont sinds 2003 in Nederland, in het plaatsje Gorinchem. In Nederland werkt hij samen met onder meer Hans Dulfer en POW Ensemble. Ook werkte hij bijvoorbeeld mee aan een album van Candy Dulfer uit 2009.

## Discografie
als leider:
- Heroes, DIW Records, 1990

- Biblioteca Nacional de España: XX1573188
- Bibliothèque nationale de France: cb13940621k (data)
- Gemeinsame Normdatei: 134857046
- International Standard Name Identifier: 0000 0000 7825 4036
- Library of Congress Control Number: n93054827
- MusicBrainz: a57422a0-6e28-4ea6-99ee-d44338a9ccca
- Réseau des bibliothèques de Suisse occidentale: 02-A019217211
- Système universitaire de documentation: 252675444
- Virtual International Authority File: 77991375
- WorldCat: E39PBJxmFQCrVMthR98VPC4g8C